# Siliconera
Siliconera（シリコネラ）は、2003年に設立された、国際的なコンピュータゲームニュースを扱うアメリカ合衆国のウェブサイト。2019年、Siliconeraはエンスージアスト・ゲーミングに買収された。